# ألان وليامز (لاعب اتحاد الرغبي)
ألان وليامز (بالإنجليزية: Alan Williams)‏ هو لاعب اتحاد الرغبي أمريكي، ولد في 7 أكتوبر 1893، وتوفي في 3 ديسمبر 1984.

## وصلات خارجية
- ألان وليامز عل موقع إسبنسكروم (الإنجليزية)
- ألان وليامز على موقع أوليمبيديا (الإنجليزية)